# Thầy hiệu trưởng mới
Thầy hiệu trưởng mới (tiếng Nga: Новый директор) là phần tiếp theo của cuốn tiểu thuyết Tuổi mười bảy, xuất bản năm 1961.

## Nội dung
Đề cập đến đời sống ở một trong các trường Trung học Leningrad thập niên 50 thế kỷ XX, tác phẩm dựa trên những nguyên tắc giáo dục, xây dựng nhân cách con người của K.D.Ushinsky và Anton Makarenko, trong đó nêu cao sự tăng cường giao tiếp trong sinh hoạt, giáo dục tính cách bằng lao động tập thể.